# Піуза

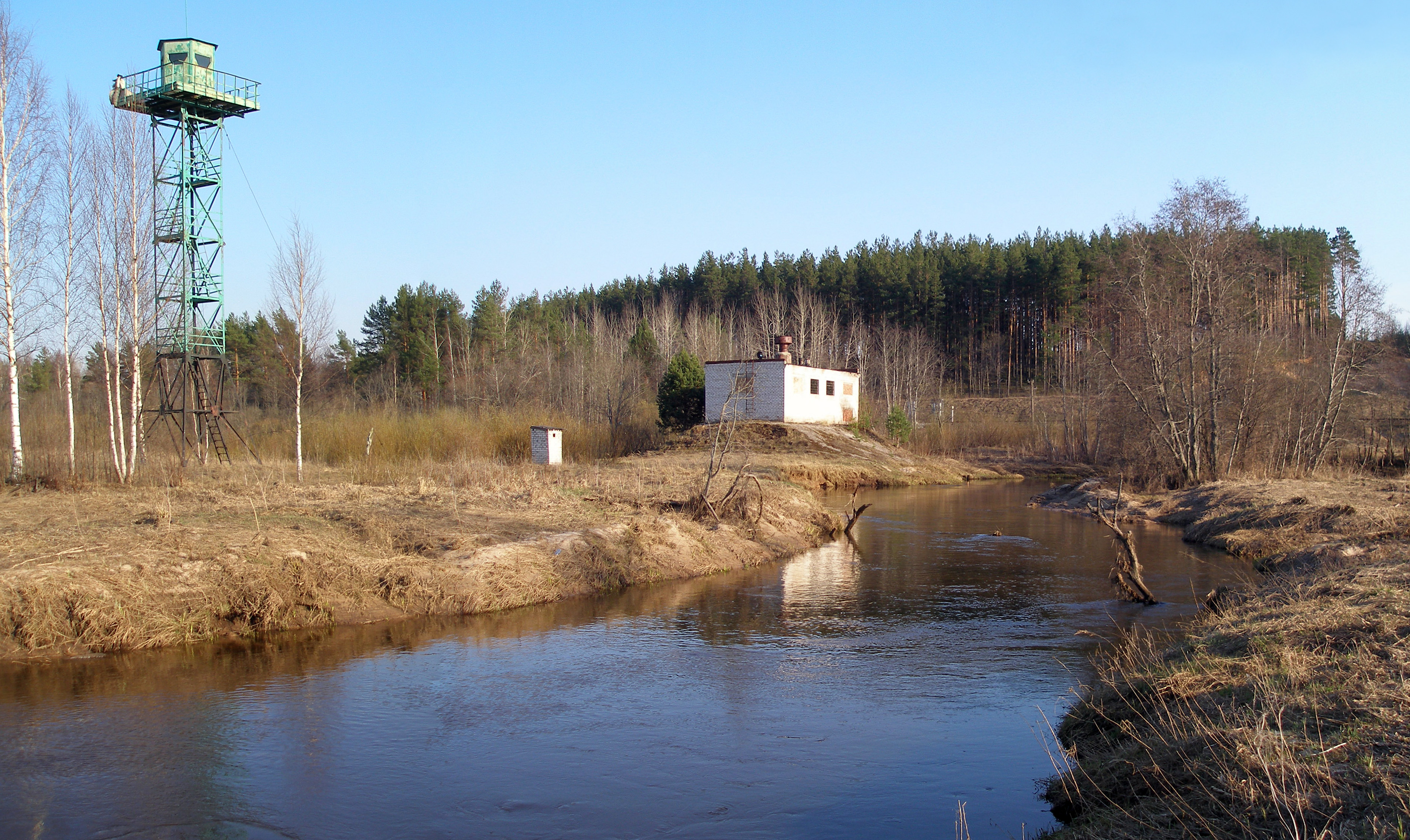
Піуза неподалік міста Печори

Піуза (ест. Piusa jõgi; рос. Пимжа) — річка, що протікає територією Естонії та Росії (Печорський район Псковської області). Має витоки в Естонії, витікаючи з озера Кюлаярв
. 
Протікає також через озеро Алас'ярв біля села Вілла за 12 км на південний захід від селища Вастселійна
. 
Впадає у Псковське озеро біля села Будовиж.
Загальна протяжність водної артерії складає 93 км (за іншими даними 109 км), з яких близько 13 км протікає землями Росії і має назву Пижма.
У середньовіччі річище слугувало кордоном між Ливонським ландмейстерством Тевтонського ордену та Псковськими землеволодіннями до поразки від Івана Грозного у 1561 році.
Русло річки має дуже мінливі пейзажі. Поруч витоку з озера Алас'ярв біля села Вілла, розташована найвища точка Естонії і Прибалтики в цілому — гора Суур Мунамяґі, висотою  318 м. Піуза, за рахунок перепаду висот, спускаючись піщаними порогами до низу відшліфовує водами свої береги, що дає можливість побачити природні піщані «стіни». Найвища з таких — Хярма висотою 43 м.

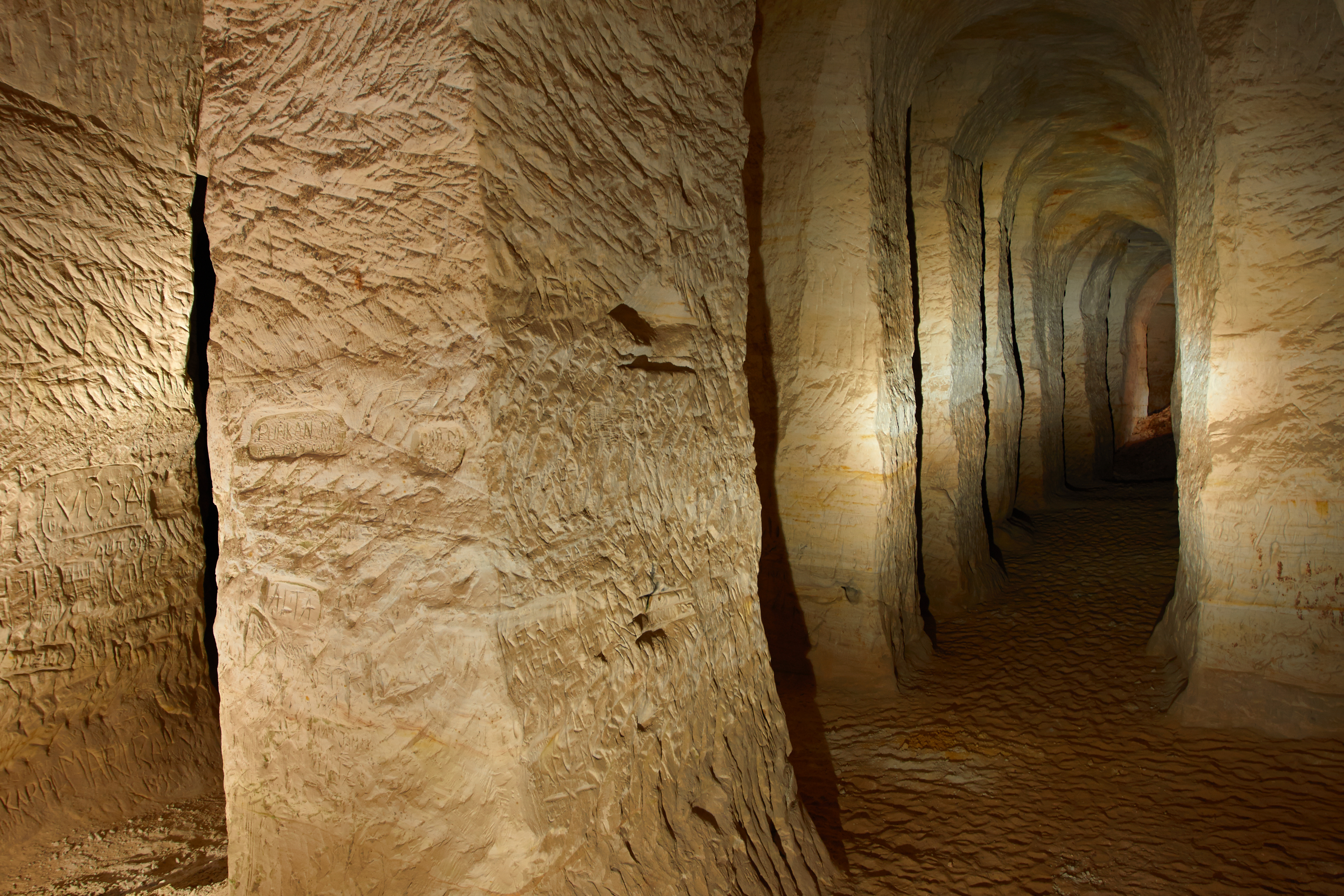
Печери в середній частині Піузи

В рівнинній частині, що проходить неподалік однойменної залізничної станції, на лівому березі річки є великі піщані печери. Утворилися вони внаслідок розробки піщаних родовищ, яких багато в цій частині Піузи, що тривали починаючи з 1922 року і до 1966 року. Таким чином, шахти понад сорок років забезпечували місцеву скляну промисловість сировиною. Наразі загальна площа рукотворних печер складає 46 га та є найбільшим у Північній Європі місцем зимівлі для кажанів.
На берегах річки створено декілька заповідних зон:
1. у 1965 році — заповідник заплави річки Піуза — заснований 1964 року, площа 9,64 км².
2. на базі покинутих шахт, що утворюють привабливі для мандрівників місця через розселення кажанів та «храмову» архітектуру виробок висотою до 6 метрів — у 1999 році.